# کبوتردریایی بزرگ
کبوتردریایی بزرگ (نام علمی: Puffinus gravis) نام یک گونه از سرده کبوتردریایی‌های آب‌شکاف است.